# Томпсон (Манітоба, сільський муніципалітет)
Томпсон (англ. Thompson) — сільський муніципалітет в Канаді, у провінції Манітоба.

## Населення
За даними перепису 2016 року, сільський муніципалітет нараховував 1422 особи, показавши зростання на 1,8%, порівняно з 2011-м роком. Середня густина населення становила 2,7 осіб/км².
З офіційних мов обидвома одночасно володіли 40 жителів, тільки англійською — 1 365, а 20 — жодною з них. Усього 465 осіб вважали рідною мовою не одну з офіційних.
Працездатне населення становило 71,8% усього населення, рівень безробіття — 4,8% (7,2% серед чоловіків та 0% серед жінок). 72,8% осіб були найманими працівниками, а 26,4% — самозайнятими.
Середній дохід на особу становив $34 962 (медіана $32 000), при цьому для чоловіків — $38 290, а для жінок $31 213 (медіани — $38 912 та $26 816 відповідно).
37,9% мешканців мали закінчену шкільну освіту, не мали закінченої шкільної освіти — 28,2%, 33,3% мали післяшкільну освіту, з яких 25,9% мали диплом бакалавра, або вищий.
| Статево-вікова структура населення | Статево-вікова структура населення | Статево-вікова структура населення | Статево-вікова структура населення | Статево-вікова структура населення |
| ---------------------------------- | ---------------------------------- | ---------------------------------- | ---------------------------------- | ---------------------------------- |
|                                    |                                    |                                    |                                    |                                    |
| Всього                             | Всього                             | 50,5%49,5%                         |                                    |                                    |
| 0 — 14 років                       | 0 — 14 років                       |                                    | 24,9%                              | 24,9%                              |
| 15 — 64 років                      | 15 — 64 років                      |                                    | 61,1%                              | 61,1%                              |
| 65 і більше                        | 65 і більше                        |                                    | 14%                                | 14%                                |
| 85 і більше                        | 85 і більше                        |                                    | 1,1%                               | 1,1%                               |
| Середній вік (років)               | Середній вік (років)               | 36,936,6                           | 36,8                               | 36,8                               |
| Медіана (років)                    | Медіана (років)                    | 35,435,3                           | 35,4                               | 35,4                               |
| — чоловіки — жінки                 |                                    |                                    |                                    |                                    |

| Походження мешканців:     | Походження мешканців:     | Походження мешканців: | Походження мешканців: | Походження мешканців: |
| ------------------------- | ------------------------- | --------------------- | --------------------- | --------------------- |
| Походження                |                           |                       | осіб                  | %                     |
| Корінні американці        | Корінні американці        |                       | 35                    | 3.23%                 |
| Інше північноамериканське | Інше північноамериканське |                       | 370                   | 34.1%                 |
| Європейське               | Європейське               |                       | 910                   | 83.87%                |
| британське                | британське                |                       | 480                   | 44.24%                |
| французьке                | французьке                |                       | 80                    | 7.37%                 |
| українське                | українське                |                       | 35                    | 3.23%                 |
| Латинськоамериканське     | Латинськоамериканське     |                       | 35                    | 3.23%                 |
| Карибське                 | Карибське                 |                       | 10                    | 0.92%                 |
| Азійське                  | Азійське                  |                       | 25                    | 2.3%                  |

| Зайнятість населення за галузями (за класифікацією NOC): | Зайнятість населення за галузями (за класифікацією NOC): | Зайнятість населення за галузями (за класифікацією NOC): | Зайнятість населення за галузями (за класифікацією NOC): | Зайнятість населення за галузями (за класифікацією NOC): |
| -------------------------------------------------------- | -------------------------------------------------------- | -------------------------------------------------------- | -------------------------------------------------------- | -------------------------------------------------------- |
|                                                          |                                                          |                                                          |                                                          |                                                          |
| Управління                                               | Управління                                               |                                                          | 20,2%                                                    | 20,2%                                                    |
| Бізнес, фінанси та адміністрування                       | Бізнес, фінанси та адміністрування                       |                                                          | 10,5%                                                    | 10,5%                                                    |
| Природничі та прикладні науки                            | Природничі та прикладні науки                            |                                                          | 4%                                                       | 4%                                                       |
| Охорона здоров'я                                         | Охорона здоров'я                                         |                                                          | 5,6%                                                     | 5,6%                                                     |
| Освіта, правозахист, муніципальні та урядові служби      | Освіта, правозахист, муніципальні та урядові служби      |                                                          | 12,1%                                                    | 12,1%                                                    |
| Роздрібна торгівля та послуги                            | Роздрібна торгівля та послуги                            |                                                          | 14,5%                                                    | 14,5%                                                    |
| Гуртова торгівля, транспорт та обладнання                | Гуртова торгівля, транспорт та обладнання                |                                                          | 18,5%                                                    | 18,5%                                                    |
| Природні ресурси, сільське господарство                  | Природні ресурси, сільське господарство                  |                                                          | 9,7%                                                     | 9,7%                                                     |
| Виробництво                                              | Виробництво                                              |                                                          | 6,5%                                                     | 6,5%                                                     |

## Клімат
Середня річна температура становить 3,1°C, середня максимальна – 23,9°C, а середня мінімальна – -23°C. Середня річна кількість опадів – 536 мм.
| Клімат поселення                              | Клімат поселення | Клімат поселення | Клімат поселення | Клімат поселення | Клімат поселення | Клімат поселення | Клімат поселення | Клімат поселення | Клімат поселення | Клімат поселення | Клімат поселення | Клімат поселення | Клімат поселення |
| Показник                                      | Січ.             | Лют.             | Бер.             | Квіт.            | Трав.            | Черв.            | Лип.             | Серп.            | Вер.             | Жовт.            | Лист.            | Груд.            |                  |
| Середній максимум, °C                         | −10,55           | −6,26            | 0,51             | 9,97             | 17,91            | 23,10            | 23,91            | 23,12            | 17,64            | 10,67            | 0,22             | −8,6             |                  |
| Середня температура, °C                       | −16,78           | −12,47           | −5,72            | 3,75             | 11,68            | 16,86            | 19,33            | 18,55            | 13,06            | 6,09             | −4,36            | −13,17           |                  |
| Середній мінімум, °C                          | −22,99           | −18,69           | −11,93           | −2,47            | 5,46             | 10,65            | 14,76            | 13,97            | 8,48             | 1,52             | −8,94            | −17,76           |                  |
| Норма опадів, мм                              | 24               | 18               | 23               | 26               | 67               | 91               | 74               | 68               | 47               | 41               | 30               | 27               |                  |
| Середньомісячна швидкість вітру, м/с          | 4.50             | 4.40             | 4.50             | 4.70             | 4.74             | 4.20             | 3.60             | 3.78             | 4.20             | 4.60             | 4.57             | 4.50             |                  |
| Середньомісячна сонячна радіація, кДж/м²·день | 4343             | 7662             | 12471            | 17165            | 19875            | 21229            | 21851            | 18579            | 12988            | 7808             | 4418             | 3253             |                  |
| --------------------------------------------- | ---------------- | ---------------- | ---------------- | ---------------- | ---------------- | ---------------- | ---------------- | ---------------- | ---------------- | ---------------- | ---------------- | ---------------- | ---------------- |
| Джерело:                                      |                  |                  |                  |                  |                  |                  |                  |                  |                  |                  |                  |                  |                  |